# Grand Prix automobile de Grande-Bretagne 1996
GP précédent GP suivant
Le Grand Prix automobile de Grande-Bretagne 1996 (British Grand Prix), disputé sur le circuit de Silverstone le 14 juillet 1996, est la 591e épreuve du championnat du monde de Formule 1 courue depuis 1950 et la dixième manche du championnat 1996.

## Classement
| Pos. | No | Pilote                | Écurie             | Tours | Temps/Abandon                      | Grille | Points |
| ---- | -- | --------------------- | ------------------ | ----- | ---------------------------------- | ------ | ------ |
| 1    | 6  | Jacques Villeneuve    | Williams-Renault   | 61    | 1 h 33 min 00 s 874 (199,576 km/h) | 2      | 10     |
| 2    | 4  | Gerhard Berger        | Benetton-Renault   | 61    | + 19 s 026                         | 7      | 6      |
| 3    | 7  | Mika Häkkinen         | McLaren-Mercedes   | 61    | + 50 s 830                         | 4      | 4      |
| 4    | 11 | Rubens Barrichello    | Jordan-Peugeot     | 61    | + 1 min 06 s 716                   | 6      | 3      |
| 5    | 8  | David Coulthard       | McLaren-Mercedes   | 61    | + 1 min 22 s 507                   | 9      | 2      |
| 6    | 12 | Martin Brundle        | Jordan-Peugeot     | 60    | + 1 tour                           | 8      | 1      |
| 7    | 19 | Mika Salo             | Tyrrell-Yamaha     | 60    | + 1 tour                           | 14     |        |
| 8    | 15 | Heinz-Harald Frentzen | Sauber-Ford        | 60    | + 1 tour                           | 11     |        |
| 9    | 14 | Johnny Herbert        | Sauber-Ford        | 60    | + 1 tour                           | 13     |        |
| 10   | 17 | Jos Verstappen        | Arrows-Hart        | 60    | + 1 tour                           | 15     |        |
| 11   | 21 | Giancarlo Fisichella  | Minardi-Ford       | 59    | + 2 tours                          | 18     |        |
| Abd. | 3  | Jean Alesi            | Benetton-Renault   | 44    | Roulement de roue                  | 5      |        |
| Abd. | 9  | Olivier Panis         | Ligier-Mugen-Honda | 40    | Tenue de route                     | 16     |        |
| Abd. | 10 | Pedro Diniz           | Ligier-Mugen-Honda | 38    | Moteur                             | 17     |        |
| Abd. | 5  | Damon Hill            | Williams-Renault   | 26    | Roulement de roue                  | 1      |        |
| Abd. | 20 | Pedro Lamy            | Minardi-Ford       | 21    | Boîte de vitesses                  | 19     |        |
| Abd. | 16 | Ricardo Rosset        | Arrows-Hart        | 13    | Alternateur                        | 20     |        |
| Abd. | 18 | Ukyo Katayama         | Tyrrell-Yamaha     | 12    | Moteur                             | 12     |        |
| Abd. | 2  | Eddie Irvine          | Ferrari            | 5     | Différentiel                       | 10     |        |
| Abd. | 1  | Michael Schumacher    | Ferrari            | 3     | Boîte de vitesses                  | 3      |        |
| Nq.  | 23 | Andrea Montermini     | Forti-Ford         |       | Non qualifié                       |        |        |
| Nq.  | 22 | Luca Badoer           | Forti-Ford         |       | Non qualifié                       |        |        |

## Pole position et record du tour
- Pole position : Damon Hill en 1 min 26 s 875 (vitesse moyenne : 210,178 km/h).
- Meilleur tour en course : Jacques Villeneuve en 1 min 29 s 288 au 21e tour (vitesse moyenne : 204,498 km/h).

## Tours en tête
- Jacques Villeneuve : 54 (1-23 / 31-61)
- Jean Alesi : 7 (24-30)

## Statistiques
- 2e victoire pour Jacques Villeneuve.
- 91e victoire pour Williams en tant que constructeur.
- 82e victoire pour Renault en tant que motoriste.
- Ricardo Rosset, initialement qualifié à la dix-septième place, est rétrogradé en fond de grille pour non-respect d'un contrôle.